# Catargynnis clethra
Catargynnis clethra är en fjärilsart som beskrevs av Otto Thieme 1906. Catargynnis clethra ingår i släktet Catargynnis och familjen praktfjärilar. Inga underarter finns listade i Catalogue of Life.